# Olivier Roy
Olivier Roy (født 30. august 1949) er professor på "European University Institute" i Firenze i Italien. Han har været forskningsleder ved "French National Center for Scientific Research" (CNRS) og foredragsholder ved både "School for Advanced Studies in the Social Sciences (EHESS)" og "Institut d'Études Politiques de Paris (IEP)". Fra 1984 til 2008 var han konsulent for det franske udenrigsministerium.  
Roy modtog en "Agrégation" i filosofi og en master i persisk sprog og civilisation i 1972 fra  "Institut National des Langues et Civilisations Orientales". I 1996 færdiggjorde han sin PhD i "Political Science" fra IEP.
Roy er forfatter til bøger om Iran, islam og asiatisk politik. 
Hans bog "Secularism Confronts Islam (Columbia, 2007)" giver et perspektiv på islam i et sekulært samfund og ser på forskellige erfaringer med muslimske indvandrere i Vesten. Roy undersøger, hvordan muslimske intellektuelle har gjort det muligt for muslimer at leve i en sekulariseret verden og samtidigt bevare identiteten som "sand troende".

## Oliver Roys pointer
Oliver Roy mener, at der et sket en udvikling i islam i Vesten: Islam er blevet vestliggjort. Det er sket gennem individualisering af troen og en personliggørelse af ortopraksi. Religionen er blevet et personligt tilvalg, og der er løsnet op for den individuelle fortolkning.  
Han mener, at det ses af en øget andel religiøse islamister, der har brug for offentlig optræden, der anerkender dem som muslimer. Det kunne være Jihad, og at flere kvinder bærer burka, hijab eller niqab. Det er altså en forandring i religiøsiteten og ikke religionen, mener Roy. Det er dermed ikke en forandring, der er katalyseret af offentlige institutioner eller statslige organer, men derimod en udvikling af folket. 
Det hævdes, at adspredelsen af den islamiske befolkning har været med til at nedbryde de kulturbårne træk og den globale forestilling om det verdensomspændende kalifat og den globale umma. Denne drøm  er dog ikke forsvundet, men er bare skiftet til den virtuelle og globale platform, som internettet er i dag. 
Vestliggørelsen af islam deles i to grundforskellige teser: 
- Den nyfundamentalistiske forestilling, som beskriver det universelle billede af Islam, som i sin ekstreme grad hedder terrorisme ('Jihad').
- Den individuelle og selvrealiserede fortolkning, der låner fra den flydende modernitets (Baumann) diasporadiske grundtanker. I denne gren af religionen er der ikke længere nogen stamme og selvfølgelighedens grundlag udviskes.

Derfor redefineres religionen. Det gøres gennem en generel genislamisering. En omfortolkning blandt den yngre del af islamister. 
” Når Omar El-Hussein eller attentatmændene fra Bruxelles og Paris begår mord og selvmord, er de repræsentanter for en generation af migranters efterkommere, som ikke forstår deres forældres kultur og ophav eller de forventninger, der er til dem som sønner og døtre.” Oliver Roy, Information d. 31 marts 2016.
Her uddybes den kløft, der er mellem den ældre generation af islamister, der er opvokset i arabiske lande og har oplevet den kulturelle sammenhæng, som deres religion er opstået i:
»Vi har at gøre med en kulturel kløft. En mangel på generationel overførsel. De afviser deres forældres religion. For andengenerationsindvandrere er der ofte en sproglig kløft til deres forældre. Størstedelen taler fransk, engelsk eller et andet europæisk sprog, mens forældrene taler deres modersmål. Denne lingvistiske kløft skaber ofte en psykologisk kløft, fordi man ikke forstår hinanden. Og forældrene har et problem med at videregive deres religion,« siger Roy. 
Denne rodløshed og opgiven hos de unge fører til et nihilistisk perspektiv på verden, affødt af en radikal fortolkning af islam. Derefter udfører de unge nihilistister voldsattentater for at skabe størst mulig affekt på verden. De opnår stor effekt, da deres nihilisme lader dem se døden i øjnene uden frygt, mener Roy. Der er derimod tale om et omvendt perspektiv:
De er ikke blevet radikaliseret af islam, de har islamificeret deres egen radikalisering. Der er altså en tendens i terrorangrebene i Europa:

Rodløse unge islamificerer deres egen radikalisering. De beder ikke, og de følger ikke religionens trosretning. De er kun interesseret i at dø med et helligt formål. Det er den eneste vej ud af deres nihilistiske verden. 
»De er ikke motiveret af sharia; den er de ligeglade med. De er motiveret af døden. Vi troede, at disse folk opførte sig som fromme salafister, men nu ved vi, at de ikke bad. De bad slet ikke! Da Abbaaoud (den formodede bagmand bag Paris-angrebene) var på flugt og ringede til sin fætter, var han på McDonald's.
Han insisterede aldrig på at spise halal eller noget i den dur, siger Olivier Roy. Der forklarer, hvordan at en radikal ung kan skabe stort postyr ved en implementering af religiøs lingvistik. Med andre ord, bruges religion som redskab og voldsmonopol, der kan legitimere 

»At livet er ikke værd at leve, og at der ingen fremtid er, er et synspunkt, vi finder hos mange unge mennesker – nogle er muslimer og andre er ikke. Jeg tror, denne type nihilisme er langt mere udbredt, end vi tror. Vi ser den bare ikke. Vi ser den kun, når der råbes ’allahu akbar’. Dræber du din nabo, vil det få en smule opmærksomhed, men dræber du ham, mens du råber ’allahu akbar’, vil det være på forsiden næste dag. Det er ikke altid let at definere, om en person er terrorist eller bare skør, siger Olivier Roy. 

Artikel fra information:
https://www.information.dk/indland/2016/03/nutidens-terrorister-lost-in-translation

## Hypersekularisering af det offentlige rum
Hypersekularisering i det offentlige rum beskriver den tendens, som vi også arbejde med i emnet om sekularisering. Eurosekulariseringen er en tendens, der udelukker stærk religion fra den gængse verden og den offentlige debat. 

Roy mener det samme som Habermas om dette emne. Vi skal tage religion alvorligt, og den skal inddrages i den offentlige debat, da der ellers vil opstå modreaktioner i samfundet på baggrund af en krænkelse af den civile aktørs rettigheder. Disse krænkelser i den sekundære anerkendelsessfære (Honneth) vil resultere i manglende selverkendelse og dermed rodløse handlinger, som blandt andet udmønter sig i terror. 
 Der er for få eller ingen kildehenvisninger i denne artikel, hvilket er et problem. Du kan hjælpe ved at angive troværdige kilder til de påstande, som fremføres i artiklen.